# 金光党
金光党（繁体字中国語: 金光黨）は、偽の金製品や、偽の知的障がい者の金持ちのふりをして人を騙し現金を詐取する犯罪グループのこと。1980年代台湾で社会問題となった。
偽の金製品を路上に置き、被害者となってしまう通行人がそれを拾うと、権利を主張し、熔かすために宝飾店に連れて行き、手数料として現金を詐取する。
知的障がい者を装った仲間と、被害者に得になる紙幣の交換をし、被害者が手にした高額紙幣の束を偽物とすり替える、または、偽の金製品を売る、などの詐欺である。
| サブスタブ | この項目は、まだ閲覧者の調べものの参照としては役立たない、書きかけの項目です。この項目を加筆・訂正などしてくださる協力者を求めています。このテンプレートは分野別のサブスタブテンプレートやスタブテンプレート（Wikipedia:分野別のスタブテンプレート参照）に変更することが望まれています。 |